# Château de Montepò
Le château de  Montepò (en italien : Castello di  Montepò) constituent le système défensif  de Montorgiali, au nord de la commune de Scansano, dans la province de Grosseto en Toscane,.

## Histoire
L'ouvrage fortifié a été construit au XIe siècle à proximité d'une ancienne église paroissiale, mais a été presque entièrement reconstruit au XIVe siècle lorsqu'il était contrôlé par les seigneurs de Cotone (it).
Vers la fin du XIVe siècle, le château passa sous le contrôle de la république de Sienne qui le vendit au siècle suivant à la famille Sergardi. À l'époque de la Renaissance, les nouveaux propriétaires transformèrent la structure du château en ferme fortifiée et, au cours des périodes suivantes, quelques rénovations furent réalisées qui conduisirent à des agrandissements. Les dernières restaurations réalisées dans la seconde moitié du XXe siècle ont redonné au complexe son lustre d'antan.

## Description
Le château de Montepò se présente comme un exemple rare de villa siennoise fortifiée de la Renaissance, grâce aux interventions de transformation réalisées aux XVe et XVIe siècles.
Le complexe, de plan rectangulaire, est disposé avec les bâtiments autour d'une cour intérieure ; elle est flanquée de quatre tours d'angle de section carrée, qui remplissaient autrefois des fonctions de tour de guet. Les structures des murs sont en pierre, avec quelques revêtements en brique sur les façades ouvertes sur la cour intérieure.
Le château, actuellement propriété des Biondi Santi, fait partie intégrante d'une entreprise agricole renommée spécialisée dans la production de vins ; auparavant, c'était un lieu d'inspiration pour l'écrivain britannique Graham Greene.